# 이바나 트럼프
이바나 메리 트럼프(영어: Ivana Marie Trump, 본명: 이바나 마리에 젤니치코바(체코어: Ivana Marie Zelníčková), 1949년 2월 20일~2022년 7월 14일)는 체코의 기업인이자 전직 패션 모델이다. 미국으로 이민을 오기 전, 캐나다 몬트리올에 소재한 맥길 대학교에서 한동안 야간수업을 들으며 영어실력을 향상시켰다. 도널드 트럼프의 첫 번째 부인(1977년~1992년)이며 트럼프와 슬하 2남 1녀를 두었다. 2022년 7월 14일 뉴욕 맨해튼 자택에서 심장마비로 향년 73세의 나이에 사망했다.